# Bernarda Fink
Bernarda Fink (Buenos Aires, 29 de agosto de 1955) é uma meio-soprano argentina de ascendência eslovena residente na Europa desde 1985. Em 1999 recebeu o Diploma ao mérito da Fundação Konex e em 2009 recebeu o Prêmio Konex de Platina.

## Biografia
Descendente de imigrantes eslovenos, seus irmãos (o baixo-barítono Marcos Fink e a meio-soprano Verónica Fink) a segue com frequência em recitais.
Estudou no Instituto Superior de Arte do Teatro Colón, em Buenos Aires. Em 1985 ganhou o primeiro prêmio Novas Vozes Líricas transladando-se para a Europa.
Bernarda Fink tem cantado com as principais orquestras europeias, a Orquestra Filarmónica de Viena, London Philharmonic, Gewandhaus Leipzig, Rádio-France Philharmonic, Orchestre National de France, Akademie für Alte Musik Berlin, English Baroque Players, I Solisti Veneti, les Musiciens du Louvre e Musica Antiqua Köln com a direção de René Jacobs, Philippe Herreweghe, John Eliot Gardiner, Nikolaus Harnoncourt, Trevor Pinnock, Neville Marriner, Marc Minkowski, Roger Norrington, Mariss Jansons, Valery Gergiev, Colin Davis, Riccardo Muti e Kent Nagano.
É solista nas óperas de Genebra, Praga, Montpellier, Salzburgo, Barcelona, Innsbruck, Rennes, Buenos Aires, Amesterdão e em recitais em Salzburgo, Viena, Tóquio, Montreux, BBC Proms, Barbican Centre, Wigmore Hall de Londres, Théâtre dês Champs Elysées, Carnegie Hall, Festival de Tanglewood, Concertgebouw Amesterdão, Konzerthaus de Viena e Sidney Opera House.
Sua participação nas lides do movimento de historicismo, especialmente nos oratórios de Bach, não lhe impediu de frequentar outros reportórios. Entre as suas gravações e apresentações como recitalista contam-se Frauenliebe und Leben de Schumann, Lieder de Brahms, Antonín Dvořák, Hugo Wolf, Schubert, Mozart, Haydn, Manuel de Falla, Joaquín Rodrigo, as Wesendonck Lieder de Richard Wagner, Lhes Nuits d'Été de Berlioz, Shéhérazade de Ravel, Das Lied von der Erde de Mahler, as Biblical Songs de Antonín Dvořák e um recente registo dedicado integralmente a canções de compositores argentinos (Alberto Ginastera, Carlos Guastavino, Carlos López Buchardo e Astor Piazzolla entre outros).
Entre os seus papéis em ópera destacam-se a de Dorabella em Così fan tutte e Sesto na clemenza de Tito de Mozart, Angelina na Cenerentola de Rossini, Cornelia de Giulio Cesare in Egitto e Goffredo em Rinaldo de Händel, Ottavia e Penélope de Monteverdi, Hansel em Hansel e Gretel e Orfeo em Orfeo e Eurídice de Gluck.
Reside atualmente na província de Caríntia, Áustria, casada com o diplomata austríaco Valentin Inzko (atualmente Alto Representante Internacional para Bósnia e Herzegovina) com quem tem dois filhos. Em 2009 recebeu o Prémio Konex de Platino como a mais importante cantora feminina da última década na Argentina.

## Discografia de referência
- A. Scarlatti: Il Primo Omicidio / Jacobs
- Bach: Cantatas Bwv 6 & 66 /Gardiner, Monteverdi Choir
- Bach: Christmas Oratorio / Gardiner
- Bach: Christmas Oratorio / Harnoncourt
- Bach: Motets / René Jacobs, Rias Kammerchor
- Bach: Cantatas / Mullejans
- Bach: Whitsun Cantatas / Gardiner, English Baroque
- Berlioz: Nuits D'été; Ravel: Shéhérazade / Fink, Nagano
- Brahms: Lieder / Bernarda Fink, Roger Vignoles
- Canções Amatorias / Bernarda Fink, Roger Vignoles
- Canções Argentinas / Marcos Fink, Carmen Piazzini
- Canções Espanholas / Spiri
- Chausson: Concert, Mélodies / Fink, Ensemble Ader
- C. Kittel: Arien Und Kantaten / Jacobs
- Caldara: Maddalena Ai Piedi Dei Cristo / Jacobs
- Dvořák: Lieder / Fink, Vignoles
- Dvořák: Moravian Duets, Canções Bíblicas/ Genia Kühmeier - Berner
- Gluck: Orfeo & Euridice / Jacobs
- Handel: Giulio Cessar / Jacobs, Concerto Köln
- Handel: Messiah / Mccreesh, Gabrieli Consort & Players
- Handel: Rinaldo / Hogwood
- Haydn: Schöpfungsmesse, Harmoniemesse / Gardiner,
- Haydn: Songs / L. Milne, B. Fink, Ainsley, Vignoles
- Mahler: Sinfonía 2 / Concertgebouw Orchestra / Jansons
- Mahler: Sinfonía 3 / Concertgebouw Orchestra / Jansons
- Monteverdi: L'incoronazione Dei Poppea / Gardiner
- Monteverdi: L'orfeo / René Jacobs
- Mozart: Così Fã Tutte / Jacobs, Concerto Köln
- Mozart: Idomeneo / Jacobs
- Mozart: La clemenza di Tito / Jacobs
- Mozart: Requiem / Harnoncourt
- Rameau: Hippolyte Et Aricie / Minkowski
- Scarlatti: Griselda / Jacobs
- Schubert: Lieder / Bernarda Fink, Gerold Huber
- Schumann: Dás Paradies Und Die Peri / John Eliot Gardiner
- Schumann: Frauenliebe Und Leben / Fink, Vignoles
- Verdi: Requiem / Harnoncourt, Vienna Philharmonic
- Wolf: Eichendorff Lieder / Genz, Fink, Vignoles

## Reconhecimentos
- Diploma ao mérito da Fundação Konex 1999.
- Medalha Honóraria da Áustria das Artes e as Ciências.
- Prêmio Konex de Platina 2009